# Mujeres engañadas
Mujeres engañadas é uma telenovela mexicana produzida por Emilio Larrosa para a Televisa e exibida pelo Canal de las Estrellas, entre 25 de outubro de 1999 e 7 de abril de 2000, em 120 capítulos, substituindo Infierno en el paraíso e sendo substituída por La casa en la playa. 
Foi protagonizada por Laura León, Andrés García, Arturo Peniche, Michelle Vieth, Kuno Becker, Sabine Moussier e os primeiros atores Elsa Aguirre e Eric del Castillo e antagonizada por Susana González, Joana Benedek, Diana Golden, Raymundo Capetillo e Martha Roth.

## Sinopse
O que acontece quando quatro mulheres, de diferentes idades e com diferentes problemas de relacionamento, com diferentes personalidades e origens, moram no mesmo prédio? O que acontece quando essas mulheres traem e são traídas? Quando os homens mentem para você; quando eles mentem para eles?
Esta é a história de Yolanda, uma mulher de origem humilde que se casou com Javier, um homem rico com quem tem duas filhas adolescentes; de Mónica que vive a vergonha de ser a "outra" mulher de um homem casado e mãe de um filho ilegítimo; de Diana, uma mulher vaidosa e egocêntrica, obcecada em descobrir o segredo da eterna juventude, casada por interesse com Alejandro, um proeminente advogado, e que o traiu com Pablo, um gigolô; Dona Cecilia, uma mulher de meia-idade casada com Jorge, um político corrupto que se interessa por uma jovem estudante de turismo; e Paola, uma menina muito jovem que mora em Veracruz, e que terá como companheiro um jovem e mulherengo chamado César, que por sua vez é filho de Dona Cecília e Don Jorge. Todos eles se moverão em um círculo vicioso onde serão infiéis e enganados em uma luta desesperada para encontrar o amor verdadeiro.

## Elenco[3]
- Laura León - Yolanda Jiménez De León de Duarte
- Andrés García - Javier Duarte Cortés
- Arturo Peniche - Alejandro Lizárraga Zamora
- Sabine Moussier - Diana Fernández Sánchez de Lizárraga
- Michelle Vieth - Paola Montero Camacho
- Kuno Becker - César Martínez Orendain
- Eric del Castillo - Jorge Martínez Ruíz
- Elsa Aguirre - Cecilia Orendain Castro de Martínez
- Diana Golden - Mónica Romero
- Martha Roth - Catalina Cortés vda. de Duarte
- Susana González - Yvette del Sagrario Campuzano Del Castillo
- Juan Peláez - Jefe
- Carlos Bracho - Lic. Ernesto Sierra
- Anahí - Jessica Duarte Jiménez
- José María Torre - Ricardo Hernández Chávez
- Marisol Mijares - María Rosa Duarte Jiménez
- Carlos Bonavides - Maclovio Hernández
- Maribel Fernández - Concepción "Concha" Chávez de Hernández
- Jorge de Silva - Raúl
- Víctor Noriega - Pablo Rentería
- Raymundo Capetillo - Ramiro Cifuentes
- Joana Benedek - Johanna Sierra
- Irina Areu - Florinda
- Ingrid Martz - Adriana Falcón
- Lucy Tovar - Casilda de Montero
- Andrea Becerra - Sonia Lizárraga
- Alejandra Becerra - Monserrat Lizárraga
- Elizabeth Arciniega - Guadalupe Edelmira Silis Chacón
- Carla Ortiz - Marujita "Maru" López Guerra
- Gustavo Negrete - Don Aurelio
- Antonio Miguel - Don Liberio
- Jorge Brenan - Edmundo Romano Perón
- Antonio Brenan - Ramón Romano Perón
- Karla Álvarez - Sonia Arteaga
- Fernando Colunga - Carlos Daniel
- Dulce - Montserrat vda. de Arteaga
- Óscar Traven - Roberto Duarte Cortés
- Jorge Antolín - Esteban
- Tania Vázquez - Aracely
- Claudia Troyo - Carolina Susana Montero
- Aitor Iturrioz - Manuel
- Carlos Miguel - Pastrana
- Sergio Acosta - Francisco Duarte Cortés
- Eduardo Rivera - Teniente José Luis Ortega
- Estrella Lugo - Lucía "Lucy"
- Bobby Larios - Pedro
- Ramón Valdez Urtiz - Gerardo Quintero
- Genoveva Pérez - Elvira De León de Jiménez (Madre de Yolanda)
- Eva Calvo - Madre de Alejandro
- Marco Antonio Maldonado - Javier "Javierito" Duarte Romero
- Juan Romanca - Sebastián
- Zoila Quiñones
- Néstor Leoncio - Humberto Quintero
- Enrique Grey - Demetrio Zamudio
- Liliana Arriaga - La Chupitos
- Ivonne Montero
- Pablo Montero

## Reprise
Foi reprisada pelo canal TLNovelas de 12 de abril a 9 de julho de 2021, substituindo Contra viento y marea e sendo substituída por El manantial.

## Audiência
Obteve uma média geral de 27,5 pontos, sendo considerada um grande sucesso do horário, alavancando 5 pontos a mais na média que sua antecessora, Infierno en el paraíso, que alcançou 22 pontos de média geral.

## Exibição Internacional
Repretel
 Telemicro
 Megavisión
 RCN Televisión
 Gama TV
 El Trece
 Telefuturo
 TLNovelas
 Galavisión
 Canal de las Estrellas
 Univisión
 Galavisión
 Telefutura
 Univision tlnovelas
 América Televisión / ATV
 Venevisión
 Acasa TV
 Red UNO

## Prêmios e Indicações
| Ano  | Prêmio                    | Categoria                 | Indicação         | Resultado |
| ---- | ------------------------- | ------------------------- | ----------------- | --------- |
| 2000 | Prêmio TVyNovelas de 2000 | Melhor telenovela         | Emilio Larrosa    | Indicado  |
| 2000 | Prêmio TVyNovelas de 2000 | Melhor ator principal     | Eric del Castillo | Venceu    |
| 2000 | Prêmio TVyNovelas de 2000 | Melhor ator antagonista   | Víctor Noriega    | Indicado  |
| 2000 | Prêmio TVyNovelas de 2000 | Melhor atriz coadjuvante  | Martha Roth       | Venceu    |
| 2000 | Prêmio TVyNovelas de 2000 | Melhor ator jovem         | Kuno Becker       | Venceu    |
| 2000 | Prêmio TVyNovelas de 2000 | Melhor revelação feminina | Anahí             | Venceu    |
| 2000 | Prêmio TVyNovelas de 2000 | Mejor direção de cena     | Sergio Jiménez    | Venceu    |
| 2000 | Prêmios Bravo             | Melhor produção           | Emilio Larrosa    | Venceu    |